# Portokalópita
El portokalópita (en griego, Πορτοκαλόπιτα; de πορτοκάλι portokáli «naranja» y πιτα pita «tarta») es una típica tarta griega cuyo ingrediente principal es la naranja dulce. El portokalópita es muy popular en Grecia y se suele consumir como postre junto al café de sobremesa. Dentro de la repostería griega, pertenece a la familia de pasteles llamada siropiasta, dulces que se bañan en sirope, como la baklava. Aunque tiene una apariencia de bizcocho, en realidad su masa se elabora a partir de jirones secos de masa filo (φύλλο phyllo), a la que se le añade una mezcla de yogur griego con huevo y jugo de naranja y se baña por encima con un jarabe (azúcar líquido) que ha Sido cocinado a fuego lento con naranjas y a veces aromatizado con vainilla y/o canela. Idealmente se consume al día siguiente o el pasado, que es cuando se acaban de integrar todos los sabores de la tarta. La textura debe ser esponjosa y jugosa, evitando que quede apelmazada.
La naranja es un ingrediente básico de la cocina griega y se cultiva en el sur de la península del Peloponeso (sobre todo en las áreas de Laconia y Argólida) y Arta (en el norte del país) y en la isla de Quíos, entre otros.